# Semitismi
Col termine semitismi si intendono particolari fenomeni morfologico-grammaticali tipici del greco del nuovo Testamento e della traduzione dei settanta caratteristici delle lingue semitiche (in particolare ebraico e aramaico). Tali fenomeni sono dovuti al fatto che i testi arrivatici del nuovo Testamento e della Settanta, anche se sono scritti in greco, furono concepiti originalmente da persone che parlavano e pensavano correntemente in aramaico. Inoltre, secondo un'antica tradizione e secondo recenti studi, il vangelo secondo Matteo sarebbe stato originariamente scritto in aramaico (v. teoria della primazia aramaica).
I vari semitismi possono essere distinti in alcune categorie:
- semitismi d'impronta, cioè semplici traslitterazioni in greco di termini ebraico-aramaici: abba, alleluia, amen, effatà, eloi eloi lamà sabachthani, manna, maranatha, messia, paska, rabbi, raca, sabbat, talita qum;
- semitismi di imitazione (della LXX), presenti laddove il nuovo testamento cita implicitamente o esplicitamente passi o termini che riprendono il greco già semitizzato contenuto nella versione greca dell'Antico Testamento;
- semitismi di pensiero: nella mentalità semitica per enfatizzare un'azione questa viene descritta in maniera ampliata con termini che all'orecchio moderno, ma anche greco, paiono inutili e ridondanti: p.es. ‘aprì la bocca e disse’; ‘rispose e disse’; ‘si alzò e andò’; ‘sollevò gli occhi e vide’...;
- semitismi di vocabolario: spesso il campo semantico rivestito da un termine greco non coincide con quello del medesimo termine semitico: p. es. il termine ‘figlio’ ha in ebraico una valenza ben più ampia della sola relazione biologica, dando origine a espressioni quali ‘figli del regno’, ‘figli del banchetto’, ‘figli della pace’... Si spiegano così anche espressioni del Nuovo Testamento altrimenti insensate quali “eresse il corno della nostra salvezza” (Lc 1,69), laddove il ‘corno’ ebraico indica anche più generalmente la potenza; “Ognuno sarà salato col fuoco” (Mc 9,49), dove la radice ebraica salare può significare anche ‘distruggere’;
- semitismi di sintassi, dove emergono tratti della sintassi ebraica che stonerebbero in un testo greco ‘puro’: ad esempio in lingua ebraica i sostantivi in stato costrutto non prendono l'articolo, e tale peculiarità si ritrova nel greco del Nuovo Testamento (p.es. invece del corretto ‘alla casa del re’ il testo semitizzato è ‘a casa del re’); il verbo in ebraico è solitamente all'inizio della frase, mentre in greco la conclude; la ripetizione ridondante di alcuni pronomi possessivi seguendo la modalità agglutinante semitica (p.es. Mc 7,25 suona letteralmente: “Avendo ascoltato di lui una donna cui la figlia di lei”); la costruzione degli aggettivi usando un sostantivo al genitivo (p.es. ‘uomo di inutilità’ invece di ‘uomo inutile’); l'uso dell'aggettivo semplice invece del comparativo (“è buono per te” invece di “è meglio per te”);
- semitismi di stile, dovuti al calco della prosa semitica la cui caratteristica principale è la paratassi (consecuzione delle frasi con la congiunzione ‘e’ senza ricorrere a subordinate complesse) e che non si preoccupa di evitare monotone ripetizioni, in particolare nel caso dell'accusativo interno tipico dell'ebraico (p.es. piangere un pianto, gioire di gioia);
- semitismi di composizione, nei quali il greco propone giochi di parole inspiegabili se non ricorrendo alla lingua ebraica: p.es. Mt 1,21: “Lo chiamerai Gesù (= YH salva in ebraico), poiché salverà il popolo dai suoi peccati”; Mt 3,9: “Dio può far sorgere figli (benim) di Abramo da queste pietre ('abanim)”;
- semitismi di trasmissione: suppongono errori di copisti a livello di un'ipotetica fase di tradizione di manoscritti consonantici in ebraico. Permetterebbero di spiegare alcuni passi che suonano effettivamente curiosi.

Alcuni esempi di probabili semitismi di trasmissione:
- Mc 1,7 = Lc3,16, “non sono degno di sciogliere (LŠHLT) il legaccio dei sandali” sarebbero la corruzione di un originale LŚT, come avrebbe giustamente mantenuto Mt 3,11: “non sono degno di sollevare i sandali”;
- in Mt 13,32 e Lc 13,19 il granello di senapa diventa un albero (‘S), mentre forse si parlava solo di ramo (‘NP);
- in Mc 8,31 Gesù comincia a insegnare (LHWRWT), in Mt si parla di far vedere (LHR'WT);
- in Mc 8,27 Gesù percorre i villaggi (QRYWT) di Cesarea, in Mt 16,13 le regioni (QSWWT);
- Mc 9,43 parla di andare (WHLKTH) nella Geenna, Mt 18,8 di essere gettato (WHŠLKTH) nella Geenna;
- Mc 11,14 parla di mangiare (YWKL) i frutti, Mt 21,19 di produrre (YWBL) frutto;
- Mc 11,19 ha “quando fu sera” (WY‘RWB), Mt 21,17 ha “e lasciò” (WY‘ZWB);
- in Mc 22,15 Gesù chiede di far venire (HBY'W) un denaro, in Mt 22,19 chiede di far vedere (HR'W);
- in Mc 16,8 le donne provando tremore e stupore (SMH), in Mt 28,8 provano gioia (SMHH);
- in Mt 11,25 Gesù rispose (WY‘N), in Lc 10,21 esultò (WYRN);
- in Mc 5,13 i porci sono circa duemila (K'LPYM, vocalizzato ke'alpaym), ma è più facile pensare a porci per gruppi (ka'alapim).

Va però ribadito ancora come tutte queste supposizioni siano del tutto ipotetiche, basandosi sull'ipotesi non del tutto certa e che non è possibile dimostrare dell'esistenza di manoscritti originali ebraici o aramaici.